# Afroedura leoloensis
Afroedura leoloensis — вид геконоподібних ящірок родини геконових (Gekkonidae). Ендемік Південно-Африканської Республіки. Описаний у 2014 році.

## Поширення і екологія
Afroedura leoloensis мешкають на пагорбах Леоло і серед скельних виходів в долині річки Стілпорт на кордоні провінцій Мпумаланга і Лімпопо. Вони живуть в тріщинах серед скель. Зустрічаються на висоті від 1200 до 1800 м над рівнем моря.